# Raul Koczalski

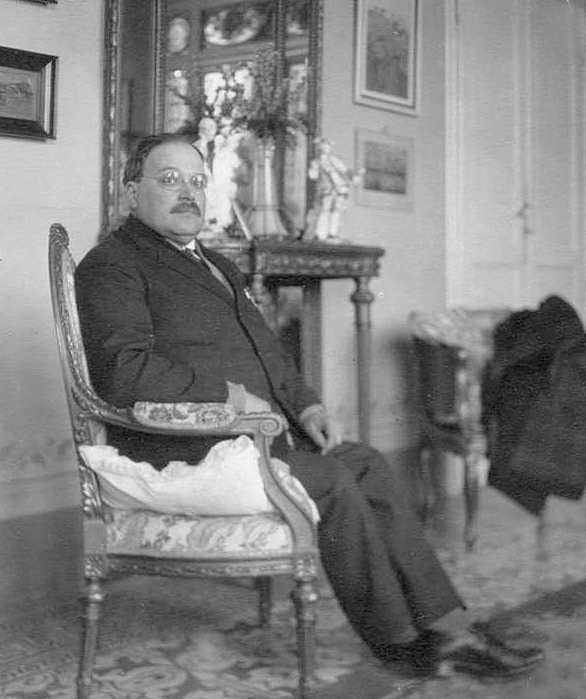
Raul Koczalski.

Raul Koczalski, född 3 januari 1885 i Warszawa, död 24 november 1948 i Poznań, var en polsk pianist. 
Koczalski väckte stort uppseende som musikaliskt underbarn, då han från sitt 7:e till 11:e år gjorde konsertresor i Ryssland, Rumänien, Tyskland, Österrike, Frankrike, Storbritannien och Skandinavien (1895). Han komponerade operorna Rymond (1902) och Die Sühne (1909) samt några pianosaker. 